# Micropentila alberta
Micropentila alberta är en fjärilsart som beskrevs av Otto Staudinger 1892. Micropentila alberta ingår i släktet Micropentila och familjen juvelvingar. Inga underarter finns listade i Catalogue of Life.